# Parcs territoriaux des Territoires du Nord-Ouest
Les Territoires du Nord-Ouest possèdent 25 parcs territoriaux qui sont gérés par le ministère de l'Industrie, du Tourisme et de l'Investissement.

## Parcs territoriaux
| Parc provincial                                         | Région     | Superficie km² | Date de création |
| ------------------------------------------------------- | ---------- | -------------- | ---------------- |
| 60e parallèle (60th Parallel)                           | Fort Smith | 0,16           |                  |
| Blackstone                                              | Fort Smith | 7,20           |                  |
| Cameron River Crossing                                  |            |                |                  |
| Chan Lake                                               |            |                |                  |
| Chutes Lady Evelyn (Lady Evelyn Falls)                  | Fort Smith | 0,06           |                  |
| Chutes Little Buffalo (Little Buffalo Falls)            | Fort Smith | 0,33           |                  |
| Chutes Sambaa Deh (Sambaa Deh Falls)                    | Fort Smith | 3,57           |                  |
| Chutes Twin (Twin Falls)                                | Fort Smith | 6,73           |                  |
| Dory Point                                              |            |                |                  |
| Fort Providence                                         | Fort Smith | 0,10           |                  |
| Fort Simpson                                            | Fort Smith | 0,17           |                  |
| Fort Smith/Reine Élizabeth (Fort Smith/Queen Elizabeth) | Fort Smith | 0,38           |                  |
| Fred Henne                                              | Fort Smith | 5,00           |                  |
| Gwich’in                                                | Inuvik     | 88,00          |                  |
| Happy Valley                                            | Inuvik     |                |                  |
| Hay River                                               | Fort Smith | 5,00           |                  |
| Jàk                                                     | Inuvik     | 0,49           |                  |
| Lac Hidden (Hidden Lake)                                | Fort Smith | 19,50          |                  |
| Lac Prelude (Prelude Lake)                              | Fort Smith | 0,99           |                  |
| Lac Reid (Reid Lake)                                    | Fort Smith | 0,67           |                  |
| Little Buffalo River Crossing                           | Fort Smith | 0,03           |                  |
| McKinnon                                                |            |                |                  |
| Mission-de-Fort-Smith (Fort Smith Mission)              | Fort Smith | 0,02           |                  |
| Nitainlaii                                              | Inuvik     |                |                  |
| North Arm                                               | Fort Smith | 0,05           |                  |
| Tetlit Gwinjik                                          |            |                |                  |